# Egeln
Egeln je německé město ležící ve spolkové zemi Sasko-Anhaltsko asi 25 km jihozápadně od Magdeburgu. Žije v něm 3 593 obyvatel. Městem protéká řeka Bode. Název Egeln pochází od původních obyvatel z kmene Anglů.

## Turistické atrakce
Vodní hrad ze 13. století.

## Rodáci
- Ruth Fuchsová - olympijská vítězka v hodu oštěpem 1972 a 1976

## Partnerská města
- Bzenec  Česko